# Woskownicowce
Woskownicowce (Myricales) – monotypowy rząd wyróżniany w niektórych systemach klasyfikacyjnych roślin okrytonasiennych, zawierający jedną tylko rodzinę woskownicowatych (Myricaceae).

## Systematyka
Pozycja w systemie Reveala (1993-1999)
Gromada okrytonasienne (Magnoliophyta Cronquist), podgromada Magnoliophytina Frohne & U. Jensen ex Reveal, klasa Rosopsida Batsch, podklasa oczarowe (Hamamelididae Takht.), nadrząd Juglandanae Takht. ex Reveal, rząd woskownicowce (Myricales Engl. in Engl. & Prantl), rodzina woskownicowate (Myricaceae Blume)
Pozycja systematyczna według Angiosperm Phylogeny Website (2001...)
Rząd nie wyróżniony, rodzina woskownicowate zaliczona została do rzędu bukowców, należącego do kladu różowych w obrębie okrytonasiennych.